# سونيا والمجنون (فلم)
سونيا والمجنون فيلم مصري صدر عام 1977 بطولة نجلاء فتحي ومحمود ياسين ونور الشريف وسعيد صالح وعماد حمدي إخراج حسام الدين مصطفى، وهو فيلم مأخوذ عن قصه الجريمة والعقاب للكاتب الروسي الشهير دوستويفسكي الذي تعتبر قصصه من أهم الروايات العالمية وله أيضا قصه الإخوة كرامازوف الشهيرة.

## القصة
يتعرف الطالب مختار (محمود ياسين) على فتاة فقيرة اسمها سونيا (نجلاء فتحي) التي تدفعها ظروف حياتها الصعبة للانحراف إلى طريق الرذيلة , فيقع بحبها ويطلب منها أن تتوقف عن العمل كفتاة ليل مقابل أن يمدها بالمال .

## وصلات خارجية
- مقالات تستعمل روابط فنية بلا صلة مع ويكي بيانات